# Master Keaton
Master Keaton (MASTERキートン Masutā Kīton?) Es un manga Japonés creado por Hokusei Katsushika y Naoki Urasawa. Fue lanzado en la Big Comic Original entre 1988 y 1994, con una cantidad de 144 capítulos. Los capítulos fueron compilados en 18 volúmenes en formato tankōbon. También fue creada una adaptación al anime, con 24 episodios transmitidos al aire entre 1998 y 1999 en el canal Nippon Television. Además 15 episodios fueron creados y lanzados en formato OVAs, brindando un total de 39 episodios.

## Sinopsis
Taichi Hiraga Keaton, de padre japonés y madre inglesa, es un hombre de mediana edad y de aspecto despistado e introvertido, profesor universitario, divorciado y con una hija. Nada fuera de lo común aparentemente pero, nada más lejos de la realidad, Taichi Keaton trabaja como investigador privado de seguros para la empresa Lloyd´s viajando alrededor de todo el mundo para dilucidar los casos más enrevesados y difíciles sirviéndose de sus recursos como antiguo instructor en tácticas de supervivencia del cuerpo de élite británico SAS y de su especialidad en arqueología por la Universidad de Oxford.

## Anime y OVAS

### Personajes
- Taichi Hiraga-Keaton: Norihiro Inoue
- Taihei Hiraga: Ichirō Nagai
- Yuriko Hiraga: Houko Kuwashima
- Charlie Chapman: Masashi Sugawara
- Daniel O'Connell: Shinpachi Tsuji
- Narrador: Keaton Yamada

### Banda sonora
Canción de Apertura
- Opening Theme Kuniaki Haishima

Canción de Cierre
- "Eternal Wind" - BLÜE (Episodios 1 - 13 )
- "A Sigh" (ため息, Tameiki) - Kneuklid Romance (Episodios 14 - 26)
- "From Beginning" - Kuniaki Haishima (Episodios 27 - 39)

- Datos: Q1185624